# Elytraria shaferi
Elytraria shaferi är en akantusväxtart som först beskrevs av Percy Wilson, och fick sitt nu gällande namn av Emery Clarence Leonard. Elytraria shaferi ingår i släktet Elytraria och familjen akantusväxter. Inga underarter finns listade i Catalogue of Life.